# Annie van Stiphout
Annie van Stiphout-van de Kerkhof (Helmond, 30 september 1952) is een voormalige Nederlandse langeafstandsloopster. Ze werd achtmaal Nederlands kampioene op diverse afstanden (1500 m t/m marathon).

## Biografie

### Persoonlijk en start als junior
Annie van Stiphout-van de Kerkhof is de oudste van vijftien kinderen van Jan van de Kerkhof (1928-1997) en J. van der Burgt. Ze is verre familie van René, Willy en Gerard van de Kerkhof. Haar aanleg voor hardlopen bleek al vroeg bij het spelen op straat. Werden er hardloop-wedstrijdjes gehouden, dan won zij altijd. Vandaar dat zij op haar veertiende door haar moeder werd meegenomen naar de plaatselijke atletiekvereniging HAC. Hier maakte zij, zoals elke beginnende junioratleet, in eerste instantie kennis met alle atletiekonderdelen. Al gauw kwam echter haar looptalent aan het licht en werd zij opgenomen in de langeafstandsgroep. Werd zij in 1967 nog derde bij de B-junioren op het Nederlands kampioenschap veldlopen, een jaar later volgde haar eerste nationale titel in haar leeftijdsgroep op dit onderdeel. Als A-junior behaalde zij vervolgens vier nationale titels, twee op de 800 m en twee bij het veldlopen, en nam zij in 1970 deel aan de allereerste Europese kampioenschappen voor junioren in Parijs, waar zij uitkwam aan de 1500 m.

### Baan- en crossatlete bij de senioren
De eerste jaren bij de senioren was het wennen voor Van Stiphout. Ze had er moeite mee dat zij niet zo vanzelfsprekend won als zij bij de junioren inmiddels gewend was geraakt. Won ze niet, dan had zij voor haar gevoel slecht gelopen. "Ik kon niet hebben dat er iemand vóór mij liep", aldus de Helmondse. Wel was zij in 1972 de eerste die met 9.40,8 een nationaal record op de 3000 m vestigde, zodra dit onderdeel aan het wedstrijdprogramma van de vrouwen was toegevoegd. Dit record verbeterde zij nog datzelfde jaar tot 9.39,0, om er een jaar later 9.36,6 van te maken.
Daarna duurde het tot 1976, voordat Van Stiphout de eerste van in totaal acht nationale titels bij de senioren veroverde. In dat jaar werd zij Nederlands kampioene op de 1500 m, haar enige titel op deze voor haar relatief korte afstand. In de drie jaren die volgden was zij steeds de sterkste bij het NK veldlopen.

### Overstap naar de weg
Zes jaar later nam Annie van Stiphout het besluit om over te stappen van de baan- naar de wegatletiek. De op dat moment 29-jarige Helmondse, bejaardenverzorgster van beroep, was na zestien seizoenen actief te zijn geweest op de baan en bij het crossen, toe aan een nieuwe uitdaging. Ze koos de marathon van Apeldoorn van 1982 uit als haar debuutmarathon en die keuze pakte goed uit: ze won de wedstrijd in 2:46.26, slechts een dikke zes minuten boven de limiet voor de Europese kampioenschappen in Athene. Hoewel ze geenszins van plan was om een overdreven limietenjacht te ontketenen, was dit resultaat alleszins bemoedigend. Een maand later volgde de 20 van Alphen, een 15 km-race die ze eveneens won. Begin april was de City-Pier-City Loop de volgende uitdaging. Ze won opnieuw, waarbij ze onder meer de sterke Belgische Magda Ilands (2e in 1:14.45) en de Noorse Ilge Stein (3e in 1:16.37) voor bleef.

### Marathonkampioene
De ultieme bevestiging van de juistheid van haar beslissing om over te stappen op de wegatletiek kwam vervolgens in Amsterdam, waar zij op 8 mei 1982 op de marathon van Amsterdam naar een tijd van 2:37.28 snelde: snelste Nederlandse en daarmee Nederlands marathonkampioene. Bovendien was het een dikke voldoende voor wat betreft deelname aan de marathon op de EK in Athene. En hoewel het haar eerste grote internationale kampioenschap zou worden, hoopte ze ook in Athene een goede prestatie te kunnen neerzetten. "Als ik heel eerlijk ben een plaats bij de eerste tien", aldus de Brabantse kort voor het toernooi. Des te groter was de teleurstelling toen Van Stiphout in Athene, na dagenlange maagklachten waardoor zij nauwelijks in staat was geweest voedsel tot zich te nemen, op advies van de ploegarts verstek moest laten gaan op de marathon.

### Blessurepech
In 1983 won Annie van Stiphout de elfde editie van de halve marathon van Egmond in 1:21.47. Enkele maanden later nam zij deel aan de Nederlandse veldloopkampioenschappen in Eibergen. Daar moest ze de strijd voortijdig staken vanwege een plotselinge stekende pijn in haar heup. Medisch onderzoek wees in eerste instantie in de richting van een spierscheuring. Later werd echter een ontstoken slijmbeurs vastgesteld, waaraan de Helmondse atlete ten slotte in mei werd geopereerd. "Mijn plannen voor dit seizoen heb ik nu maar laten varen", aldus Van Stiphout kort na die operatie. Nauwelijks vermoedde zij op dat moment dat haar herstel zo voorspoedig zou verlopen, dat zij nog in 1983 een belangrijke overwinning op haar conto zou bijschrijven. Begin oktober werd zij in Utrecht namelijk Nederlands kampioene op de 10 km. Deze overwinning was des te opmerkelijker, omdat van tevoren Elly van Hulst had voorspeld, dat zij in Utrecht haar achtste nationale titel van dat jaar zou gaan ophalen. Annie van Stiphout, extra geprikkeld door deze boude voorspelling, liep haar concurrente vervolgens op afstand. Met haar eindtijd van 35.14,6 was ze zo'n anderhalve minuut sneller dan Van Hulst, die 36.43,4 liet optekenen en zelfs nog voorrang moest geven aan Eefje van Wissen, die met 36.02,1 eveneens aanzienlijk sterker bleek.
Op 20 november 1983 nam Van Stiphout vervolgens deel aan de marathon van Tokio. In deze wedstrijd, die over een zwaar parcours was uitgezet, moest zij na 25 km opgeven. Ze verspeelde er haar deelname mee aan het WK 10 km in San Diego, dat half december plaatsvond. Elly van Hulst was hier nu de beste Nederlandse (30e in 34.30).
In 1984 kreeg Annie van Stiphout opnieuw last van een slijmbeursontsteking aan de heup en opnieuw moest ze daaraan worden geopereerd. In de herstelperiode die hierop volgde bleek zij haar loophouding zodanig te hebben gewijzigd, dat er een liesblessure op volgde. Het hele seizoen 1984 ging hierdoor verloren.

### Rentree
In 1985 maakte ze een geslaagde rentree door voor de tweede maal in haar carrière de marathon van Apeldoorn te winnen. "Deze marathon beschouwde ik als een soort training. Ik heb ook mijn trainingstempo aangehouden en ben heel rustig van start gegaan. Ik heb weinig geleden. Dit parcours leent zich toch niet voor een toptijd". Later dat jaar volgde er nog een overwinning op de marathon van Maassluis. In februari maakte zij bovendien deel uit van een Nederlandse ploeg, die deelnam aan de Ekiden in het Japanse Yokohama. De Nederlandse ploeg, die verder bestond uit Carla Beurskens, Joke van Gerven, Carla Ophorst, Eefje van Wissen en Irene Wentzel, eindigde in de door de Russische ploeg gewonnen wedstrijd als negende in 2:26.18.
Opmerkelijk genoeg veroverde Van Stiphout in 1985 ook een Nederlandse titel op de baan: ze werd kampioene op de 10.000 m, een prestatie die zij twee jaar later herhaalde. Dat zou haar zevende en tevens laatste nationale gouden plak worden.
Haar laatste grote succes was het winnen van de marathon van Utrecht in 1991.

## Nederlandse kampioenschappen
| Onderdeel                 | Jaar             |
| ------------------------- | ---------------- |
| 1500 m                    | 1976             |
| 10.000 m                  | 1985, 1987       |
| 10 km                     | 1983             |
| marathon                  | 1982             |
| veldlopen (lange afstand) | 1977, 1978, 1979 |

## Persoonlijke records
Baan
| Afstand  | Prestatie | Datum            | Plaats   |
| -------- | --------- | ---------------- | -------- |
| 800 m    | 2.07,8    | 9 juni 1971      | Papendal |
| 1500 m   | 4.20,5    | 14 augustus 1977 | Sittard  |
| 3000 m   | 9.18,4    | 8 juli 1977      | Sittard  |
| 5000 m   | 16.33,1   | 28 juni 1981     | Leuven   |
| 10.000 m | 34.34,4   | 14 april 1989    | Beek     |

Weg
| Afstand        | Prestatie | Datum             | Plaats      |
| -------------- | --------- | ----------------- | ----------- |
| 15 km          | 51.51     | 23 september 1989 | Zevenbergen |
| 10 Eng. mijl   | 56.58     | 1 april 1991      | Oirsbeek    |
| halve marathon | 1:14.09   | 1 oktober 1989    | Breda       |
| 25 km          | 1:28.54   | 10 april 1982     | Paderborn   |
| marathon       | 2:37.28   | 8 mei 1982        | Amsterdam   |

## Palmares

### 1500 m
- 1970: 9e EK U20 in Parijs - 4.35,6
- 1971: 6e NK - 4.27,2
- 1976:  NK - 4.31,34
- 1977:  NK - 4.23,04

### 3000 m
- 1975:  NK - 9.31,99
- 1977:  NK in Sittard - 9.18,4
- 1978:  NK - 9.34,7

### 5000 m
- 1985:  NK - 17.01,8

### 10.000 m
- 1985:  NK - 34.55,4
- 1987:  NK - 35.09,7

### 10 km
- 1983:  NK - 35.15
- 1984:  Ronde van Helmond - 34.27

### 15 km
- 1982:  20 van Alphen - 53.48
- 1982:  NK te Utrecht - 52.19,7

### halve marathon
- 1982:  City-Pier-City Loop - 1:14.34 (te kort)
- 1983:  halve marathon van Egmond - 1:21.27
- 1984:  halve marathon van Roosendaal - 1:16.31
- 1985:  halve marathon van Egmond - 1:27.37
- 1985:  City-Pier-City Loop - onbekend
- 1985:  halve marathon van Den Bosch - 1:22.12

### 25 km
- 1982:  Paderborner Osterlauf - 1:28.54,4

### marathon
- 1982:  marathon van Apeldoorn - 2:46.26
- 1982: 11e marathon van Tokio - 2:48.59
- 1982:  NK in Amsterdam - 2:37.28
- 1985:  marathon van Apeldoorn - 2:51.45
- 1985:  Westland Marathon - 2:41.10
- 1987:  Westland Marathon - 2:48.14
- 1990:  marathon van Amsterdam - 2:42.52
- 1991:  marathon van Utrecht - 2:44.55
- 1991:  marathon van Frankfurt - 2:39.26

### veldlopen
- 1971: 5e NK in Emmeloord - 10.37,1
- 1971: 17e Cross des Nations in San Sebastian (afstand 3141 m) - 11.50,0
- 1972:  NK in Dwingeloo - 8.32,3
- 1973:  NK in Rhenen (afstand 3695 m) - 14.26
- 1973: 11e WK in Waregem (afstand 4 km) - 14.20
- 1977:  NK in Eindhoven - 16.33
- 1977: 17e WK in Düsseldorf (afstand 5,1 km) - 18.18
- 1978:  NK in Stiphout - 15.38,2
- 1978: 73e WK in Glasgow (afstand 4,728 km) - 18.55
- 1979:  NK in Beek - 14.17,2
- 1981: 53e WK in Madrid (afstand 4,41 km) - 15.19
- 1982: 79e WK in Rome (afstand 4,663 km) - 16.12,4
- 1984: 6e Warandeloop (3600 m) in Tilburg - 11.24
- 1984: 4e Duindigtcross (3000 m) in Den Haag - 12.26
- 1985:  Nikecross (3600 m) in Breda - 12.57

### overig
- 1984:  Ronde van Boxmeer (10.300 m) - 36.07